# Eucharius Balthasar
Eucharius Balthasar (* um 1630 in Cond; † nach 1677 ebenda) war ein deutscher Benediktiner und Vertreter des Abtes der Trierer Abtei St. Matthias auf deren Klostergut in Villmar.

## Leben
Balthasar, über dessen schulische Ausbildung nichts überliefert wurde, war ein Verwandter des Abtes Martin Feiden aus Ediger. Seine Profess legte er am 29. September 1658 in der Benediktinerabtei St. Matthias in Trier ab und seit Ende März des Jahres 1666 hatte er wahrscheinlich das Amt des Küchenmeisters inne. Im Zeitraum von 1672 bis 1677 war er mehrfach als Vertreter des Abtes in Angelegenheiten der Verwaltung in Villmar tätig. Hierbei wurde Balthasar den Untercelleraren unter dem Pfarrvikar und Cellerar Anton Mesenich aus Villmar zugeordnet. Bei einer Klostervisitation wurde seine Verwaltung jedoch schlecht beurteilt und Matthias Cerdo teilte mit: „Daß er zuletzt heimlich mit einer großen Summe Geld entfloh und als apostata mit einer Zöllnerfrau (cum uxore thelonearia) ins Herzogtum Württemberg ging.“ Die letzte Notiz aus der Aufzeichnung der Villmarer Klosterrechte über ihn stammt aus dem Jahre 1677, der zufolge er in die Liste der Mönche einzuordnen sei.